# Hydrelia goodwini
Hydrelia goodwini är en fjärilsart som beskrevs av Bankes 1907. Hydrelia goodwini ingår i släktet Hydrelia och familjen mätare. Inga underarter finns listade i Catalogue of Life.